# Győr-Moson-Sopron vármegye turisztikai látnivalóinak listája
Ez a lista Győr-Moson-Sopron vármegye ismert turisztikai látnivalóit tartalmazza (műemlékek, természeti értékek, programok).

## Győr
- Történelmi belváros
  - Püspökvár
  - Győri bazilika
  - Karmelita templom
  - Altabak-ház
  - Ott-ház
  - Napóleon-ház
  - Esterházy-palota
  - Vastuskós-ház
  - Apátúr-ház
  - Régi városháza
  - Bencés templom és rendház
  - Magyar Ispita
  - Curia Nobilitaris
  - Zichy-palota
  - Torkos-palota
  - Frigyláda-szobor
  - Kreszta-ház
  - Káptalani zenészek háza
  - Fejérváry-ház
  - Orsolyita templom és rendház
  - Rozália-ház
  - Német Ispita
  - Városháza
  - Győri Nemzeti Színház
- Zsinagóga
- Evangélikus öregtemplom
- Kamillánus templom
- Kálvária-domb
- Ménfőcsanak: Bezerédj-kastély
- Püspökerdő
- Gyirmót: Holt-Rába tanösvény
- Radó-sziget
- Xántus János Állatkert

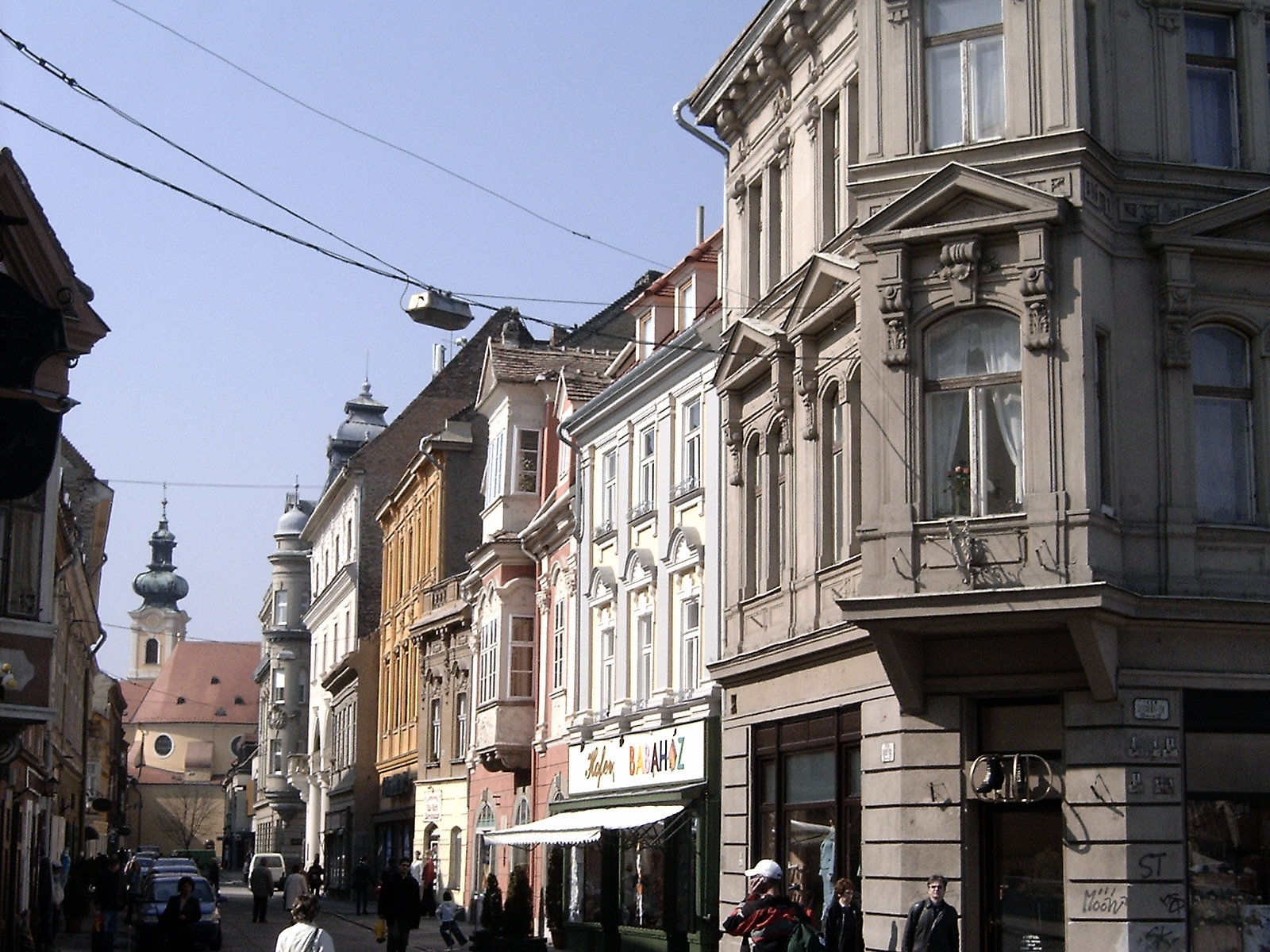
Győr történelmi belvárosa
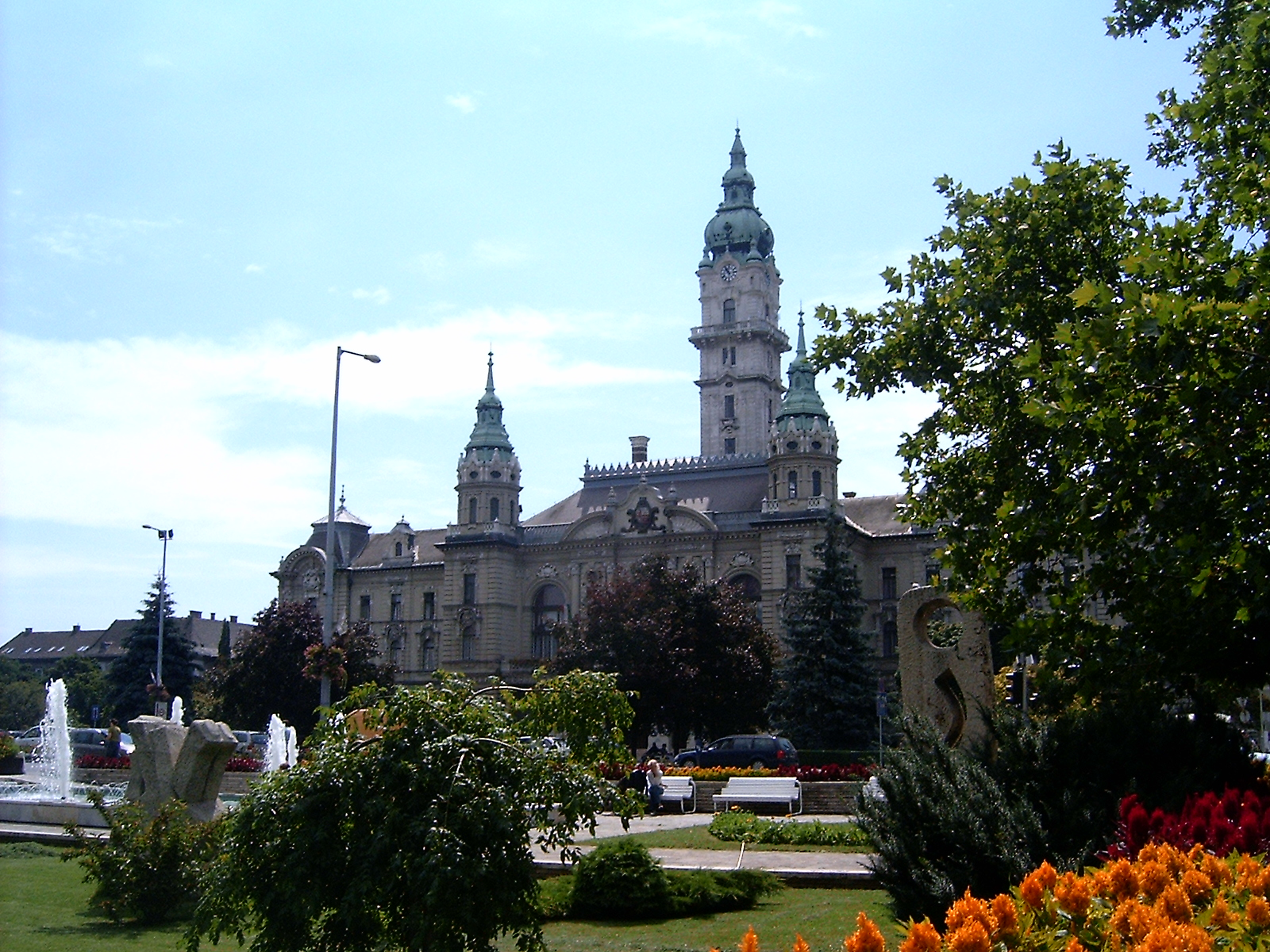
A győri városháza
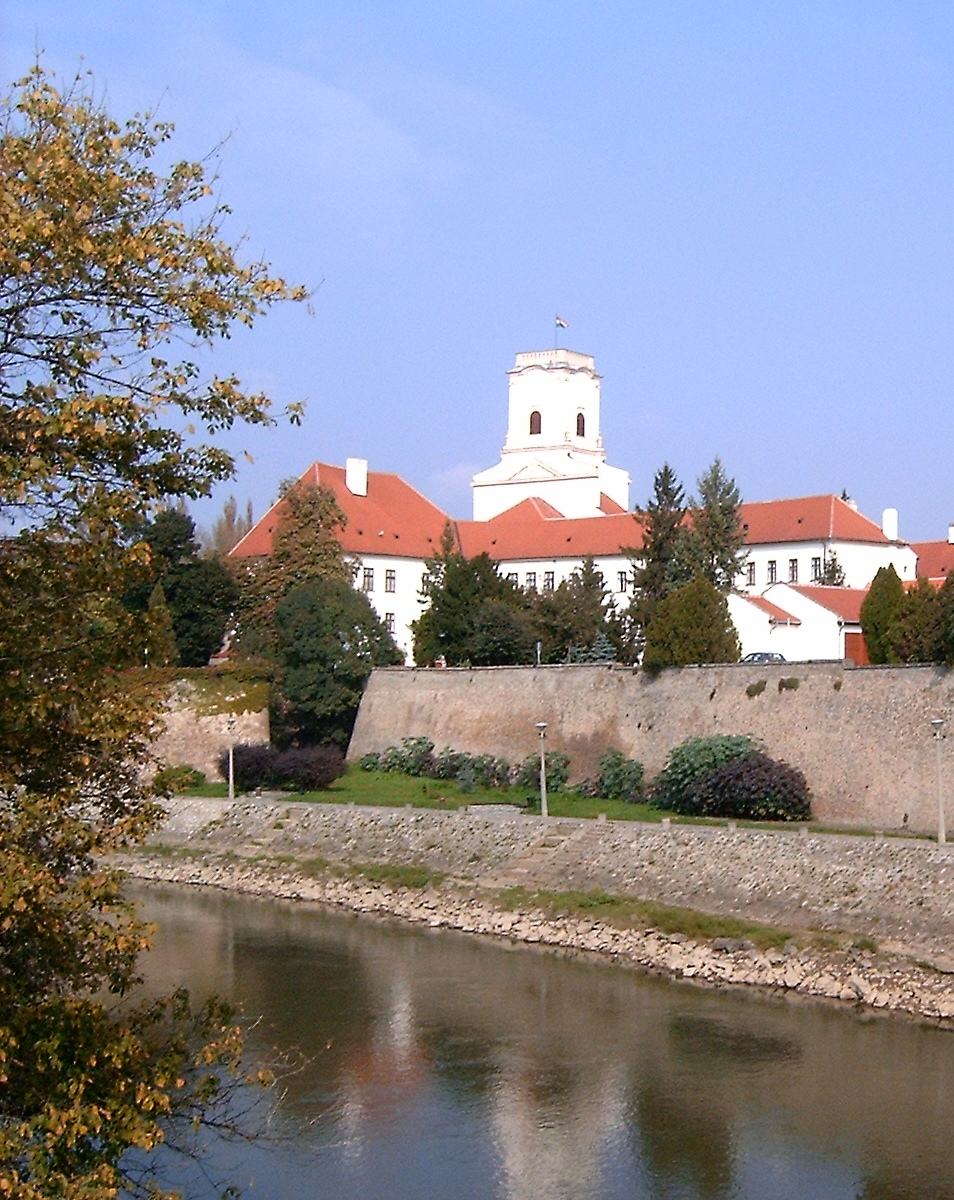
Győri Püspökvár
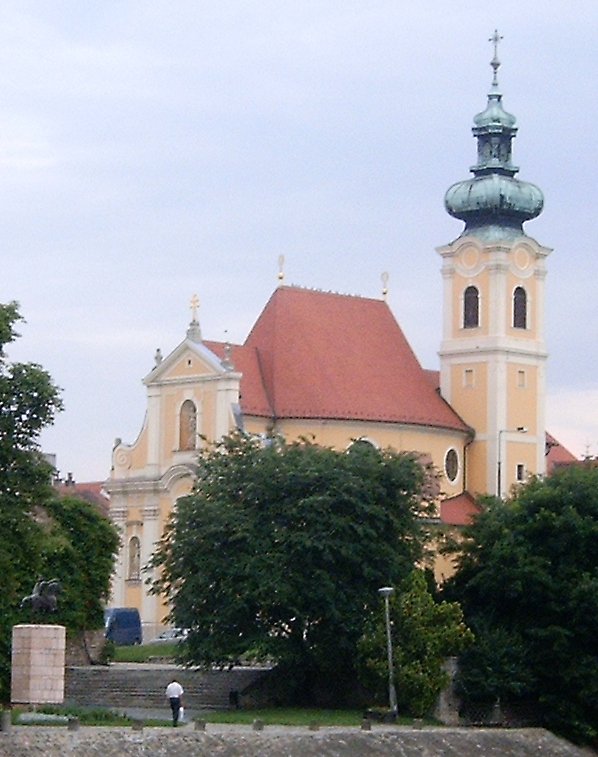
A karmelita templom
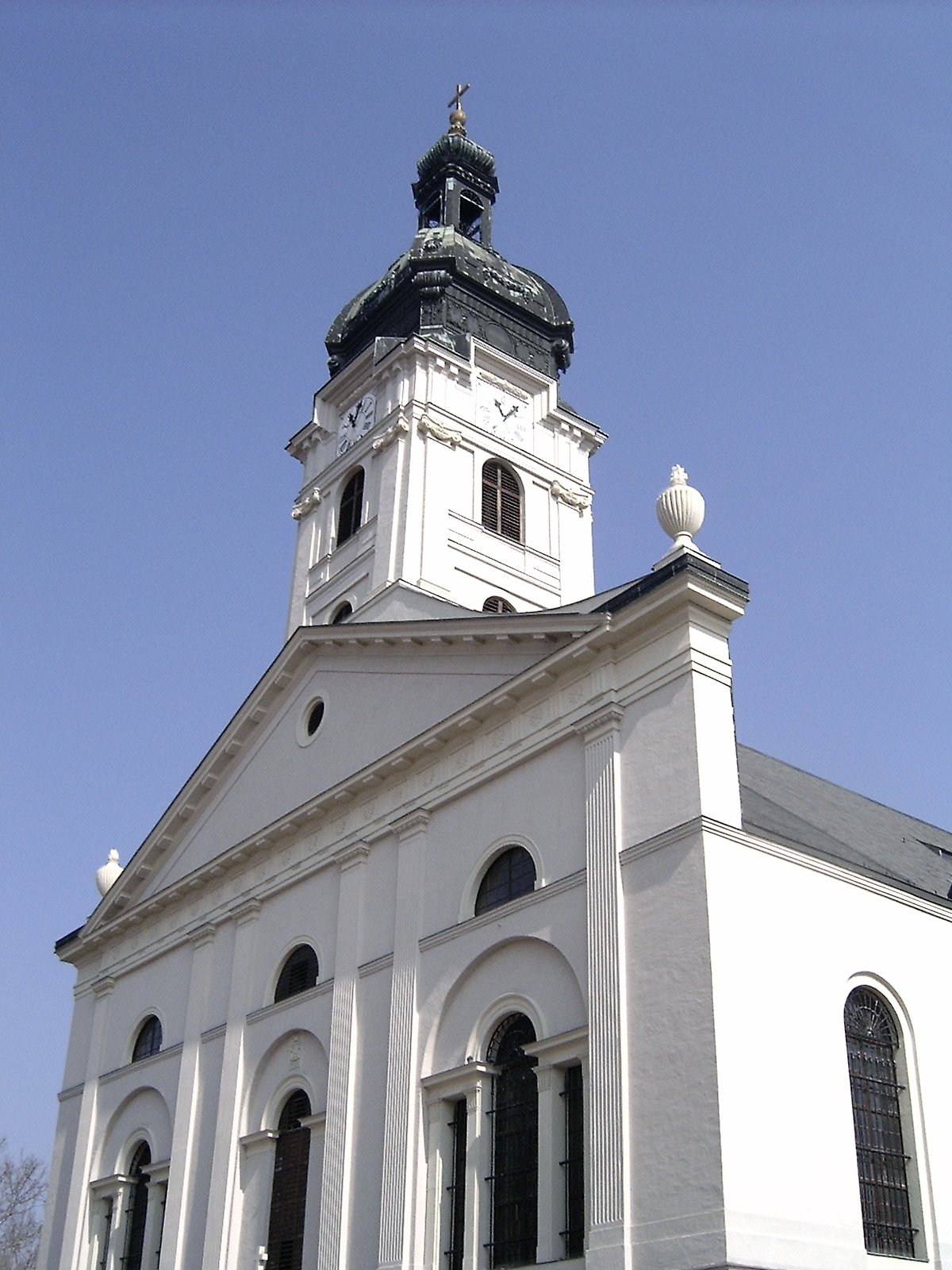
Győri bazilika
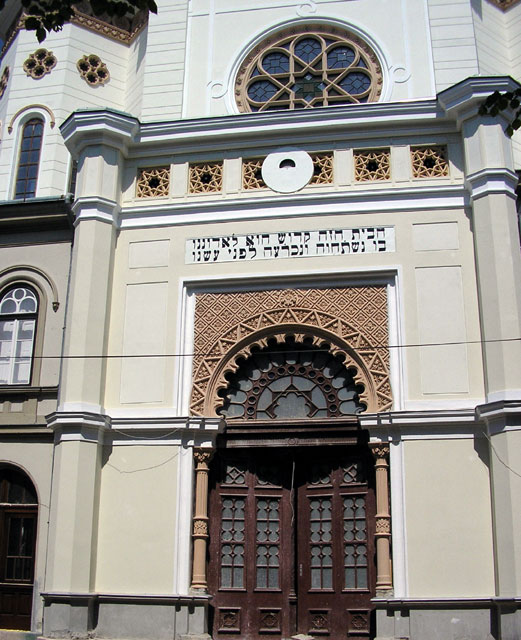
Győri zsinagóga

## Sopron
- Történelmi belváros
  - Szent Mihály-templom
  - Szent György-templom
  - Gambrinus-ház
  - Fabricius-ház
  - Storno-ház
  - Tűztorony
  - Evangélikus templom
  - Középkori zsinagóga
  - Esterházy-paloták
  - Soproni vár
  - Szentháromság-szobor
- Erdészeti és Faipari Egyetem botanikus kertje
- Kertváros – Mária Magdaléna-templom
- Balf – katolikus templom (gótikus)

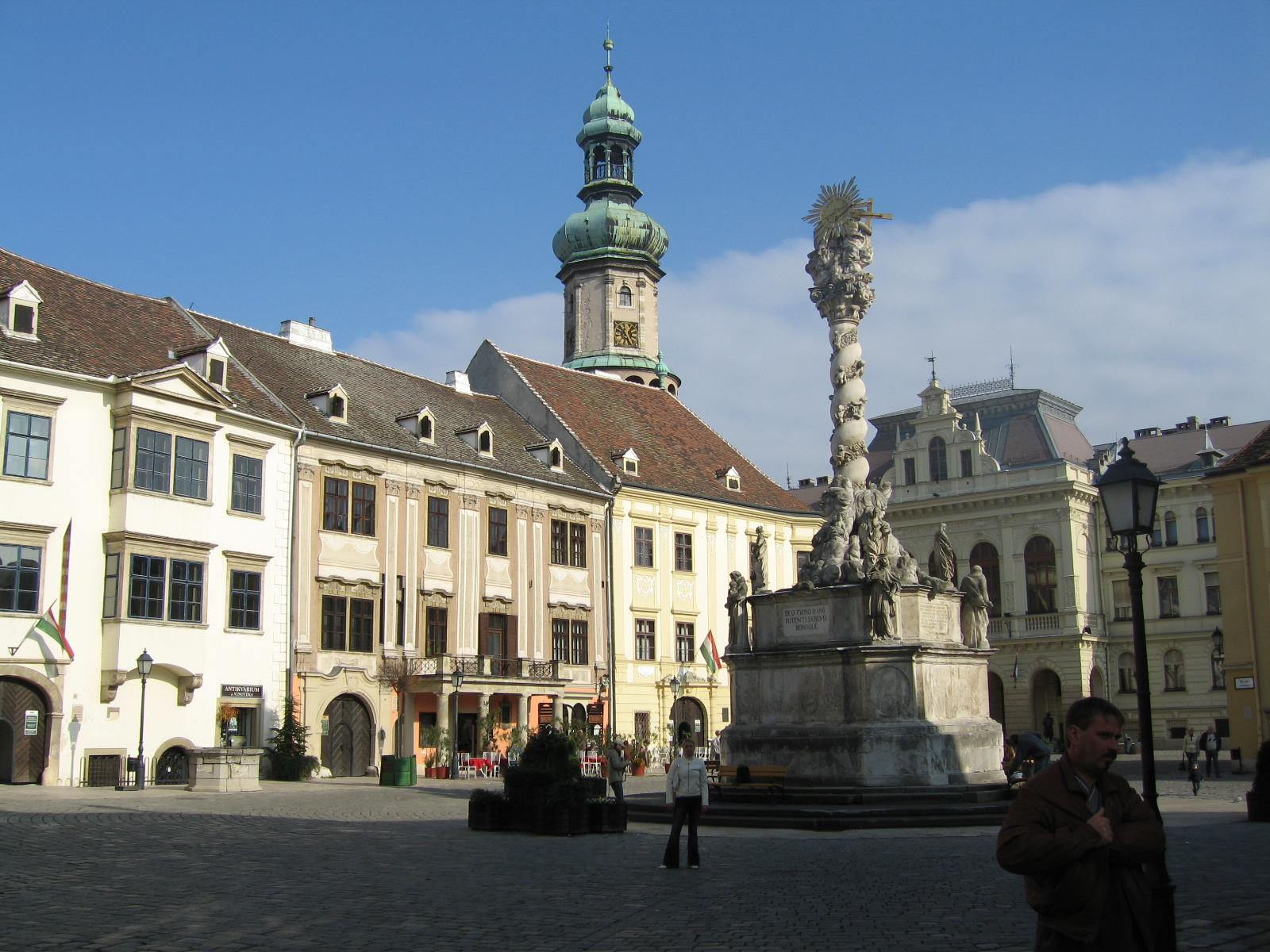
Sopron főtere
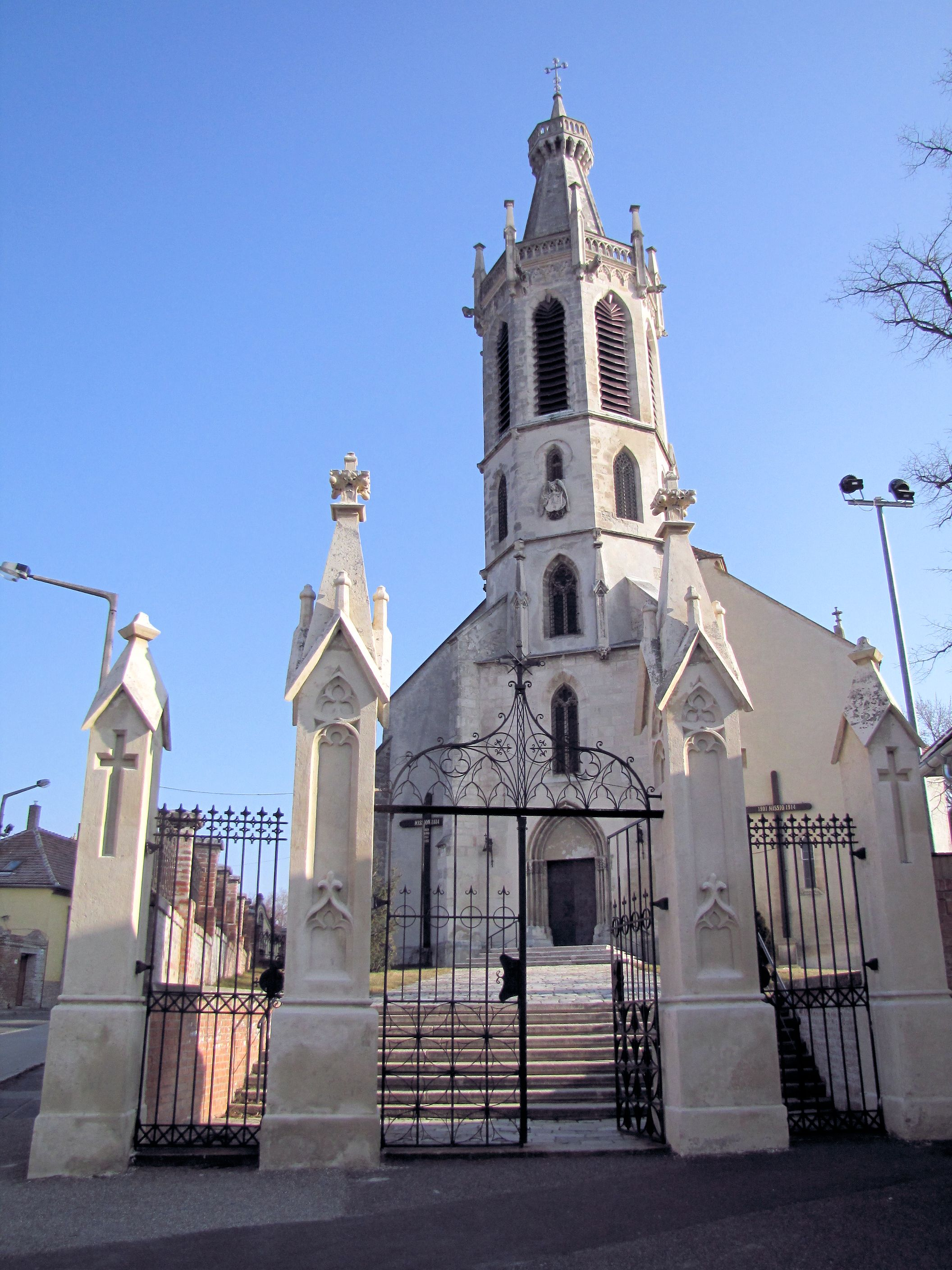
Soproni Szent Mihály templom
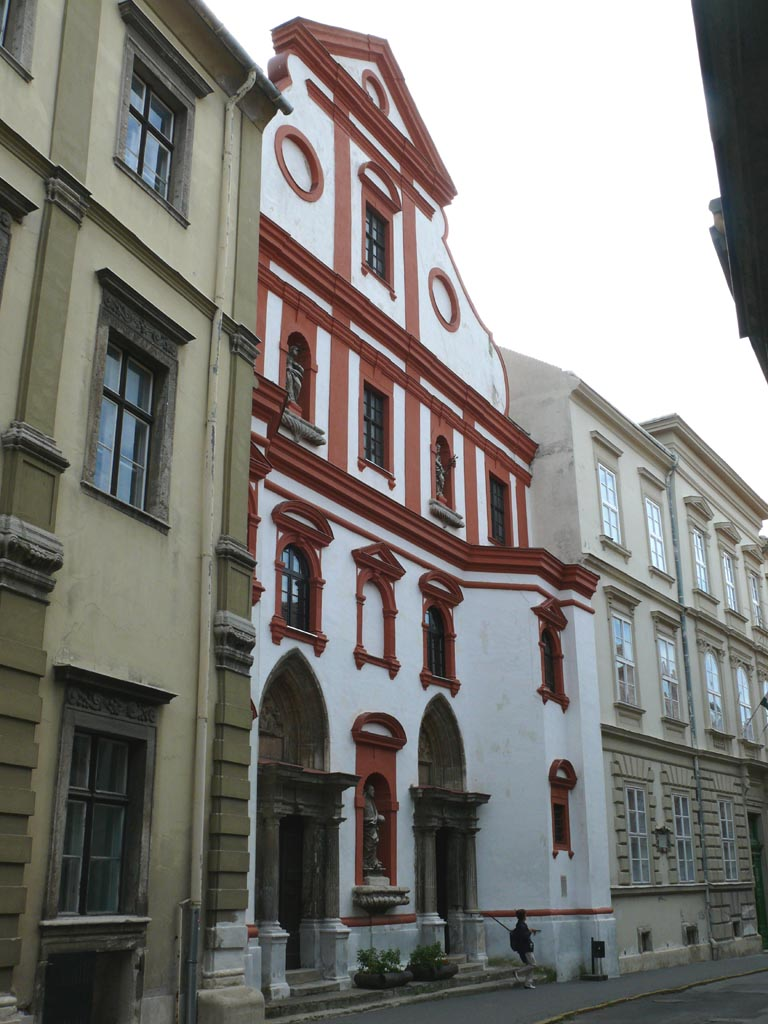
Szent György templom
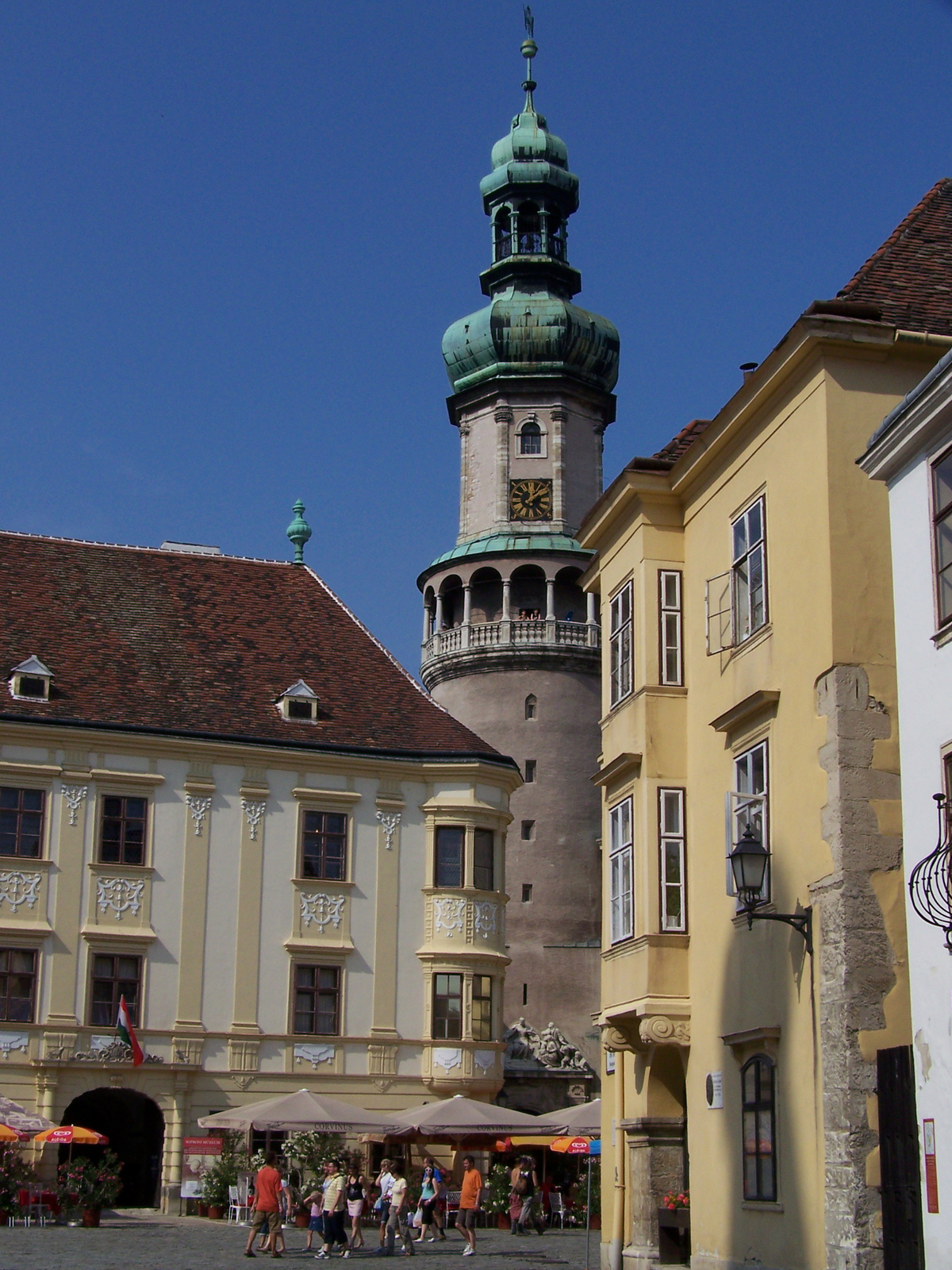
Soproni Tűztorony
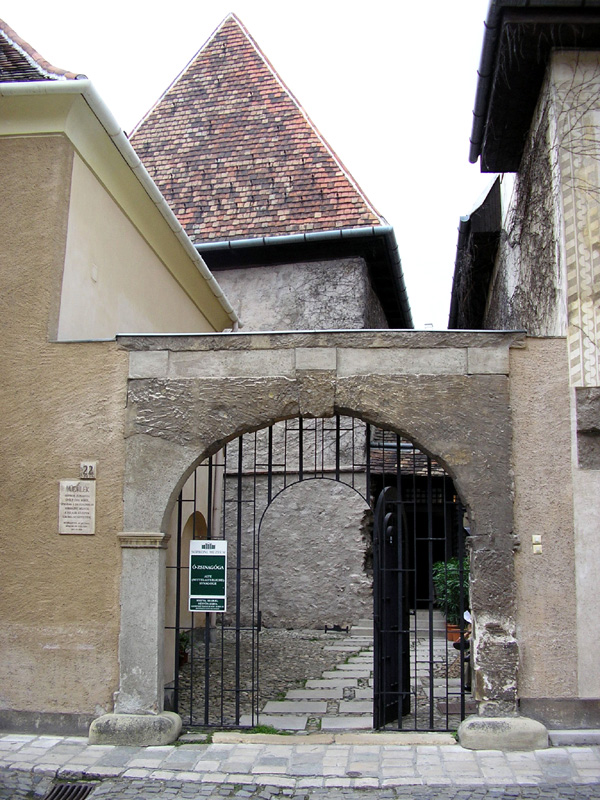
Soproni zsinagóga
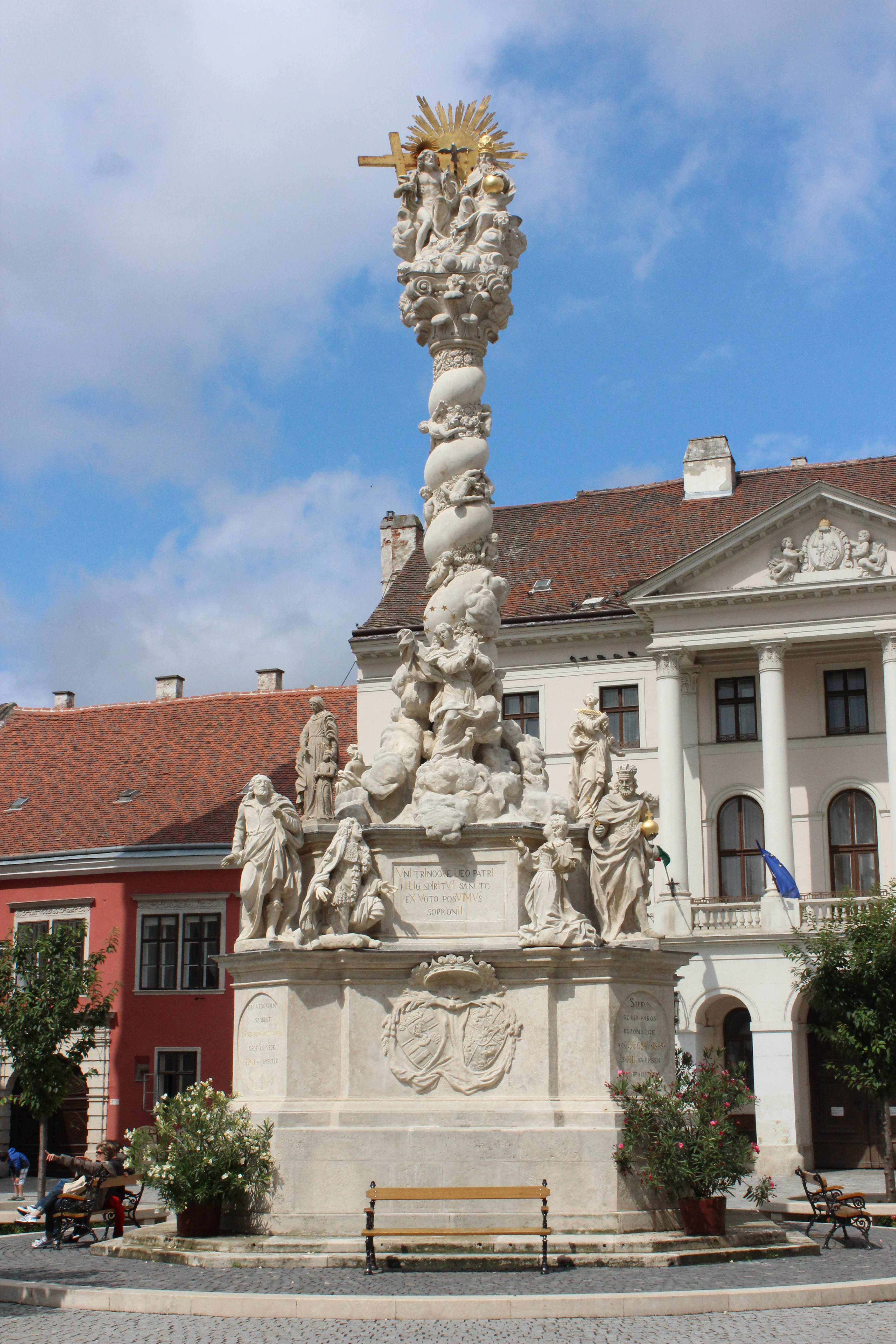
Szentháromság szobor

## Pannonhalma
- Pannonhalmi Bencés Főapátság (a világörökség része)
- Apátsági arborétum

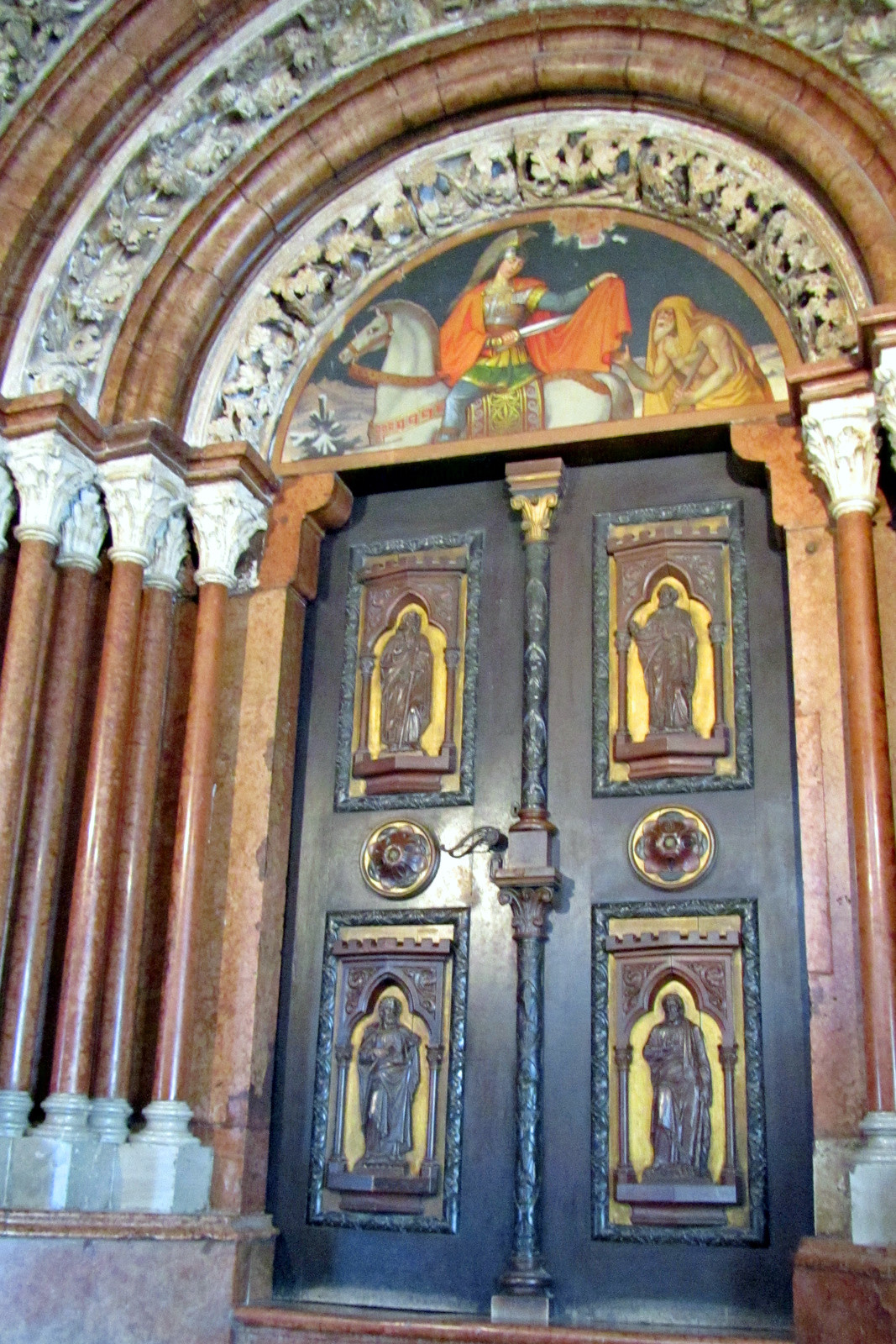
Apátsági díszes ajtó
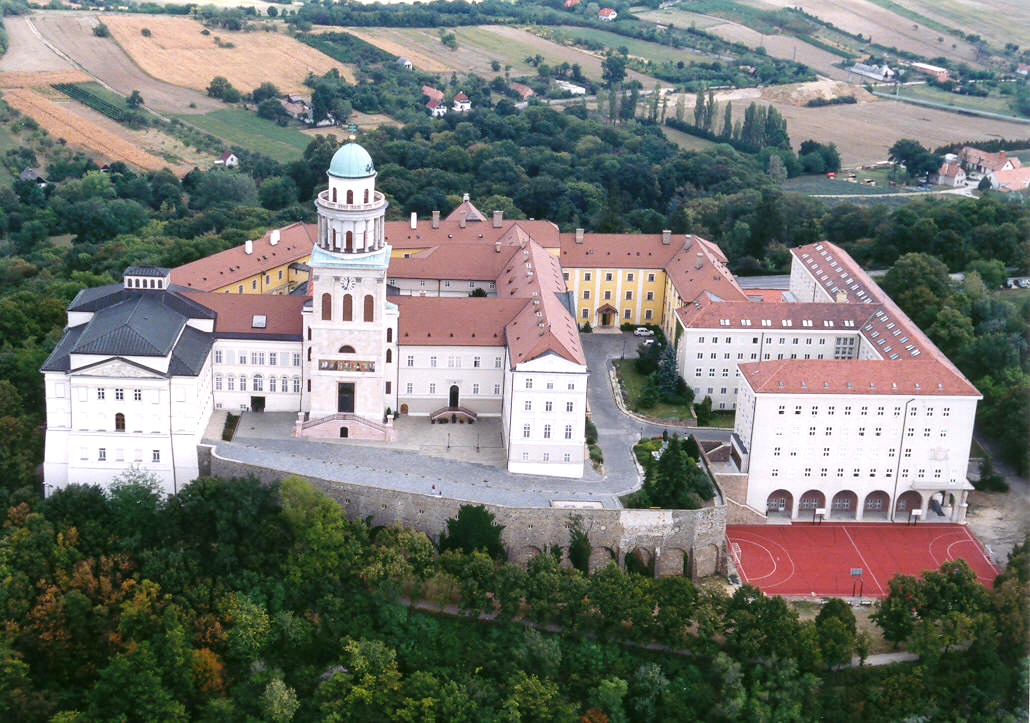
Bencés apátság épületei
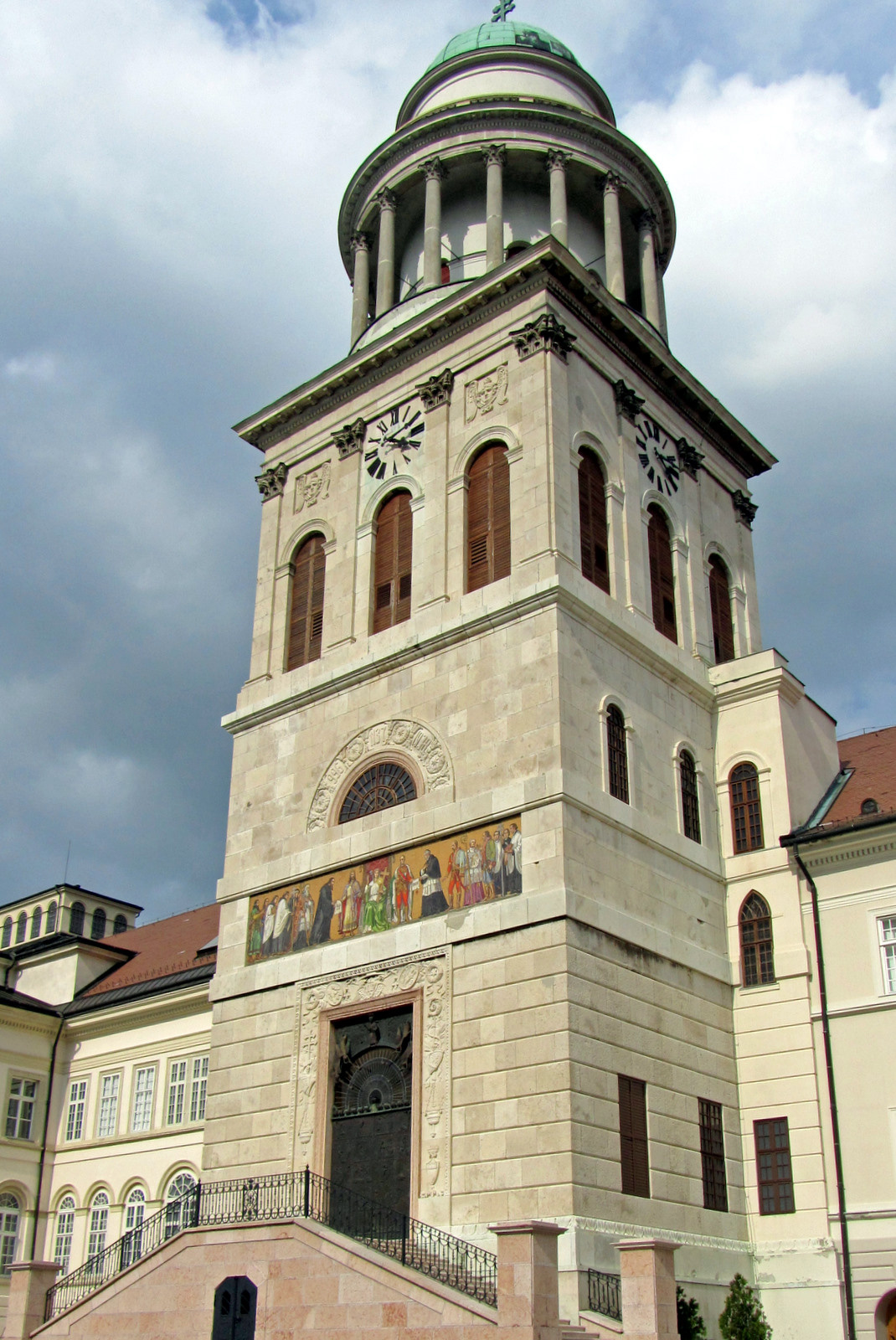
Torony
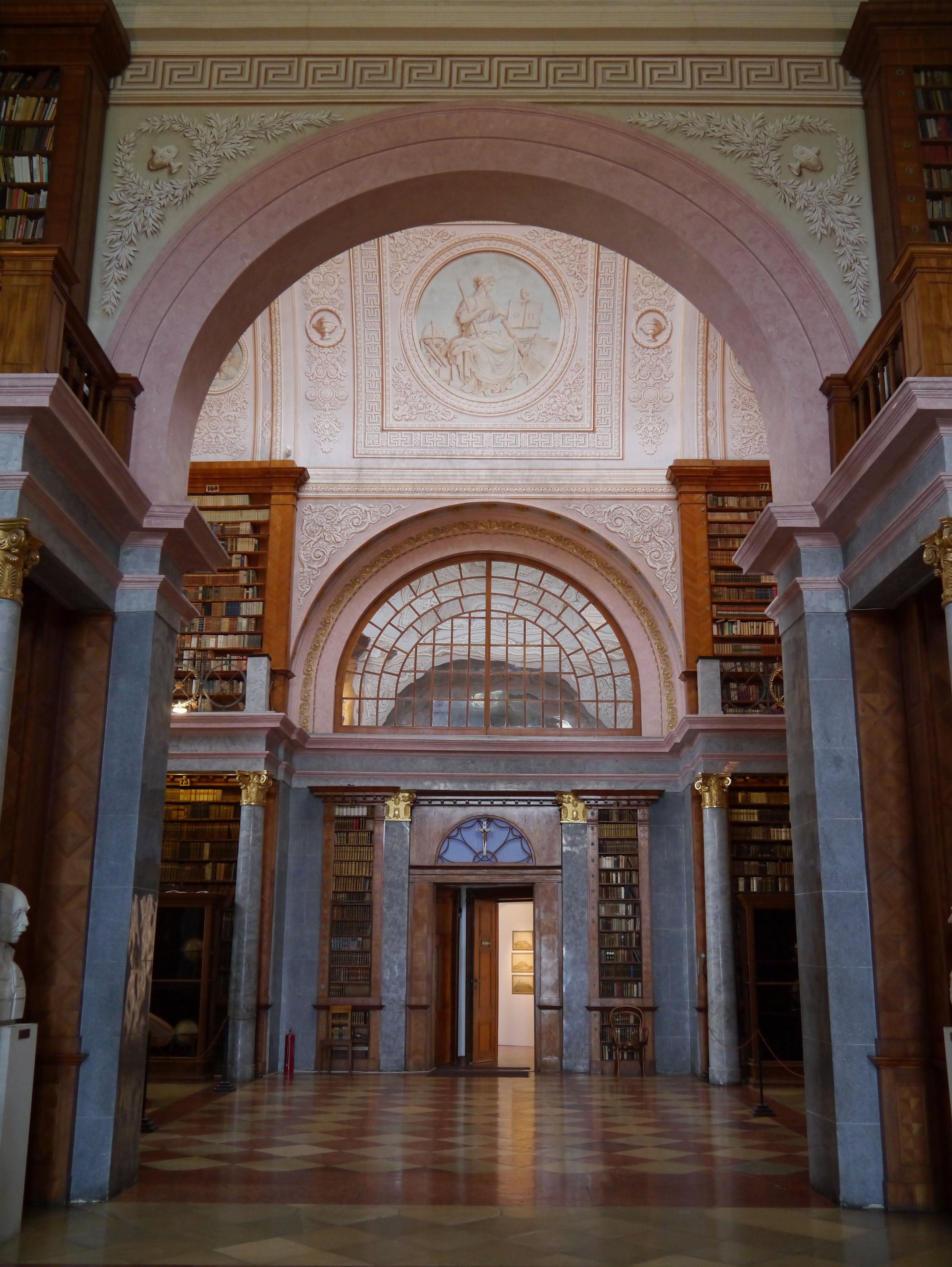
Apátság könyvtára

## Mosonmagyaróvár
- Vár és erődrendszer (a 13. századtól)
- Római katolikus és református templomok
- Hansági Múzeum
- Bástya utca

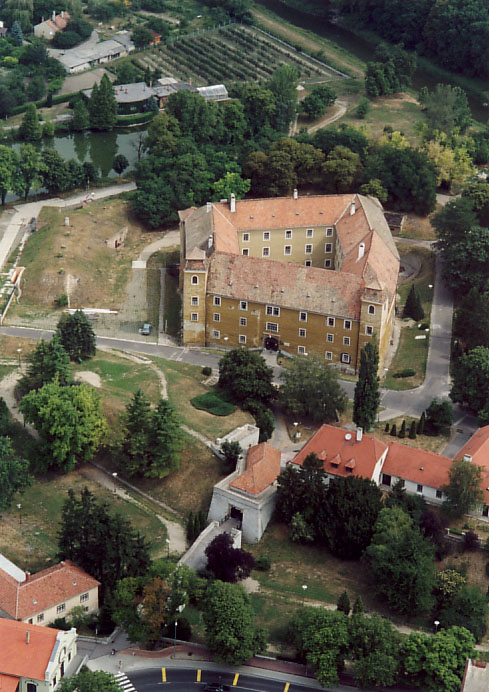
Mosonmagyaróvári vár
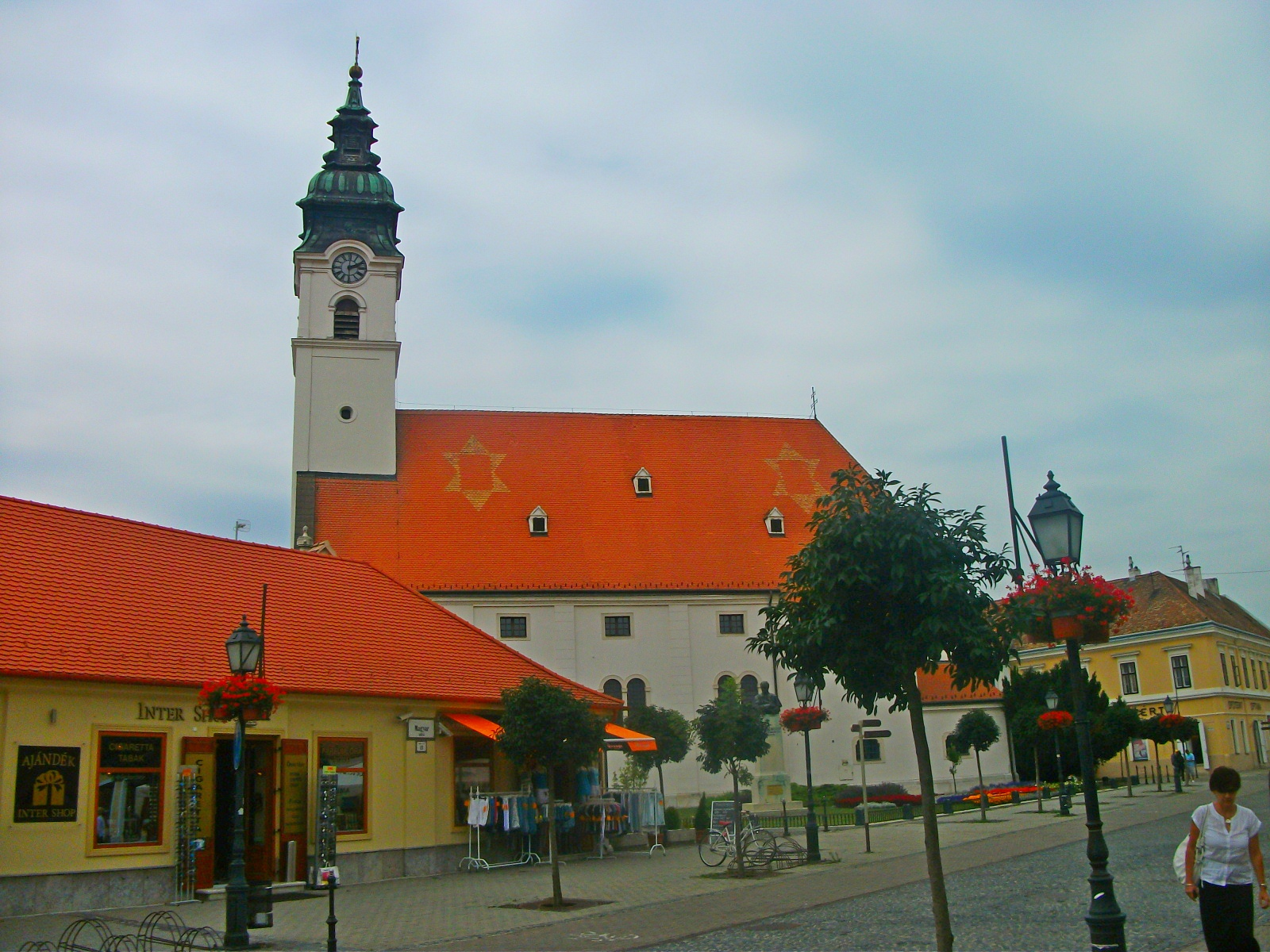
Óvári Szűz Mária Királynő és Szent Gotthárd templom
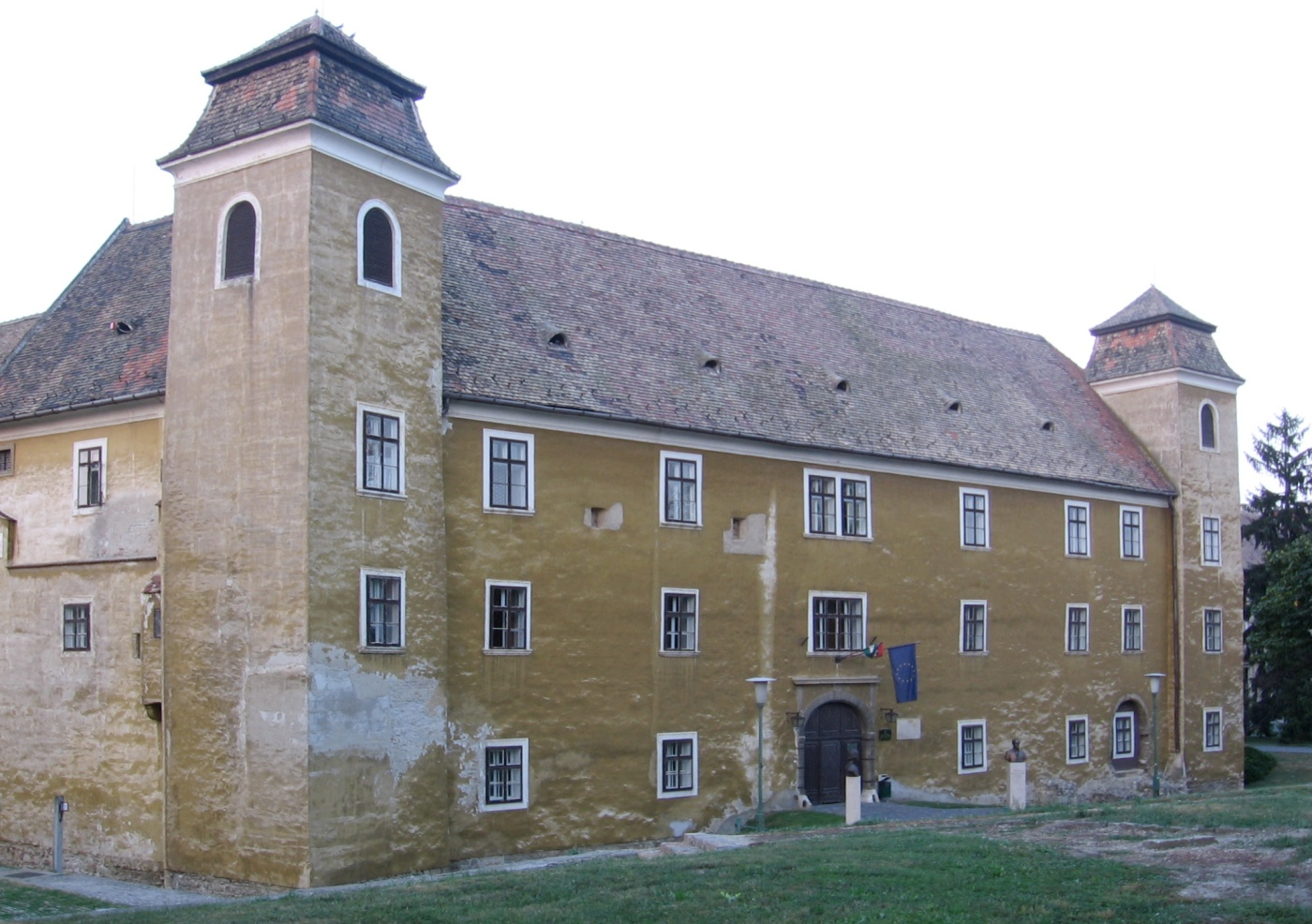
Mosonmagyaróvári vár

## Egyéb települések
- Abda – Radnóti-emlékmű
- Árpás
  - Szent Jakab apostol templom
  - Nepomuki Szent János kápolna
- Ásványrárói kálvária, fekete nyárfa, két templom, a dunai szigetvilág.
- Bakonyszentlászló
  - homoki ősfenyves
  - Cuha-völgy és Ördögrét
- Csorna
  - premontrei prépostság
  - Csornai Múzeum
  - Földsziget, Fertő–Hanság Nemzeti Park
- Dénesfa
  - Cziráky-kastély és angolparkja
  - királykápolna
- Egyed – Festetics kastély
- Felpéc - Felpéci Tájház időpont egyeztetéssel, programigényekkel egész évben működik.
  - felújított barokk evangélikus templom
  - természetvédelmi területe borókával benőtt 7 ha-on terül el.
- Fenyőfő
  - homoki ősfenyves
  - ősborókás
- Fertőboz
  - Gloriette kilátó
  - Nagycenki Széchenyi Múzeumvasút  Fertőbozt Nagycenkkel köti össze.
  - Széchenyi-síremlék, Széchenyi Béla és Erdődy Hanna sírja
- Fertőd
  - Esterházy-kastély és parkja
  - Helytörténeti kiállítás, Haydn-emlékszoba (Fertőd, Madách sétány 1.)
  - Muzsikaház
- Fertőrákos
  - Kőfejtő
  - püspöki kastély (Helytörténeti kiállítás is található benne)
  - Kalcitkristály-gyűjtemény
  - Pellengér
  - Mithrász-szentély
  - Vízimalom
  - A kitelepítettek emlékműve
  - Páneurópai Piknik emlékhely
- Fertőszéplak
  - Széchényi kastély
  - falumúzeum
- Harka – katolikus templom
- Hédervár
  - Khuen-Héderváry-kastély és parkja
  - Árpád-tölgyfa (700 éves)
- Hidegség – katolikus templom
- Hövej – Csipkemúzeum
- Kapuvár
  - várkastély
  - Rábaközi Múzeum
  - Égeres láperdő
- Lébény
  - Lébényi templom
  - Ligeterdő
- Mórichida
  - Evangélikus templom
  - Szőlőhegyi pincesor
- Mihályi – Dőry-kastély és parkja
- Nagycenk
  - Széchenyi-kastély, kastélypark és a kastély bejáratával szemben induló hársfasor
  - Széchenyi Mauzóleum
  - Szent István tiszteletére szentelt templom
  - A Széchenyi-kastély közelében, 1972-ben megépült múzeumvasút
- Nemeskér
  - evangélikus templom. Különlegessége a templombelső.
  - régi Vármegyeháza romjai
- Nyúl – szurdik (löszfalak)
- Rajka – katolikus templom (gótikus)
- Rábaszentmiklós – a  XI. századi körtemplom,
- Sopronhorpács
  - Széchenyi-kastély
  - katolikus templom
- Tényő – tájház
- Vadosfa (artikuláris hely)
  - Szent István király templom
  - Evangélikus templom

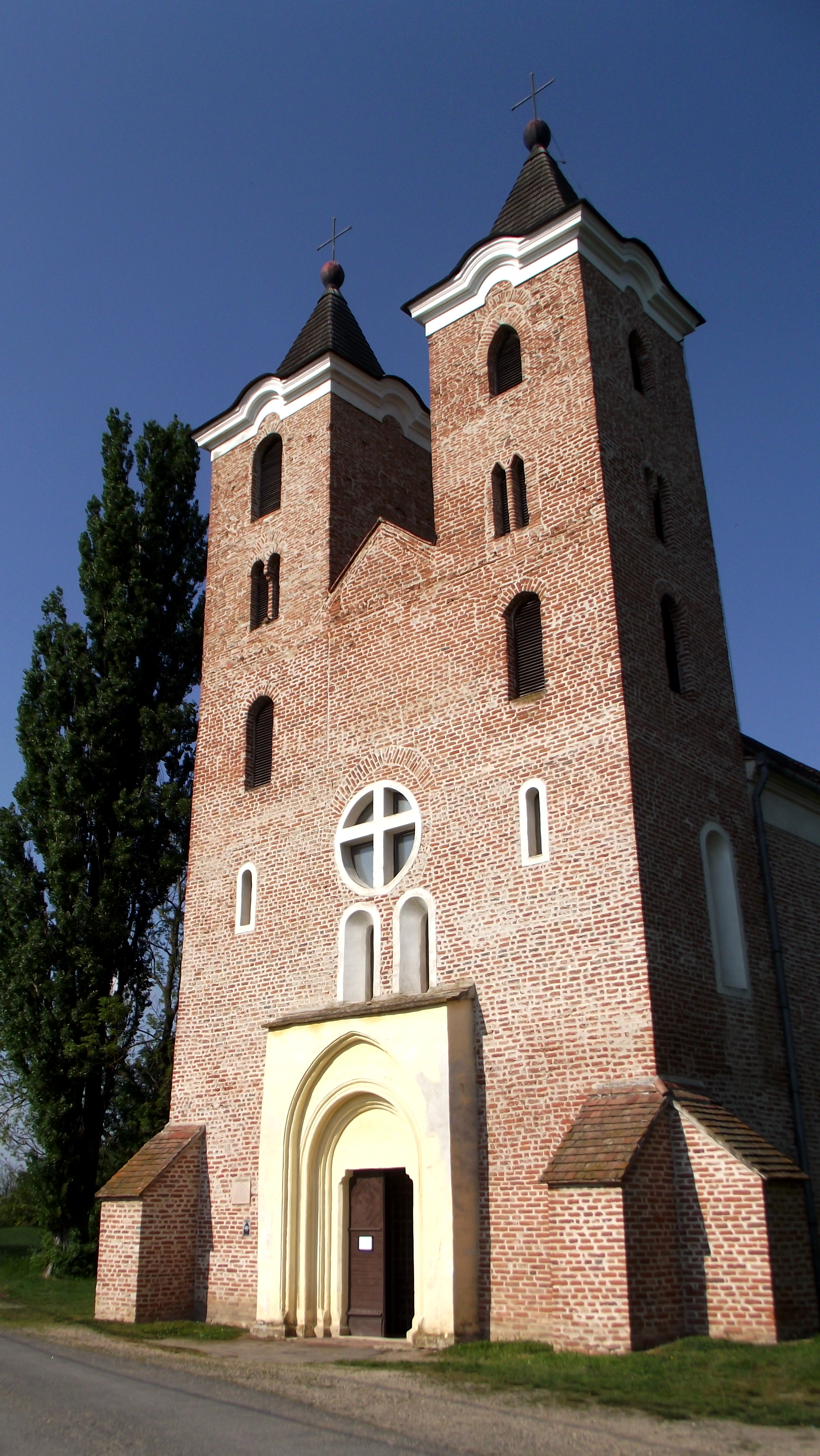
Szent Jakab apostol templom (Mórichida-Árpás)
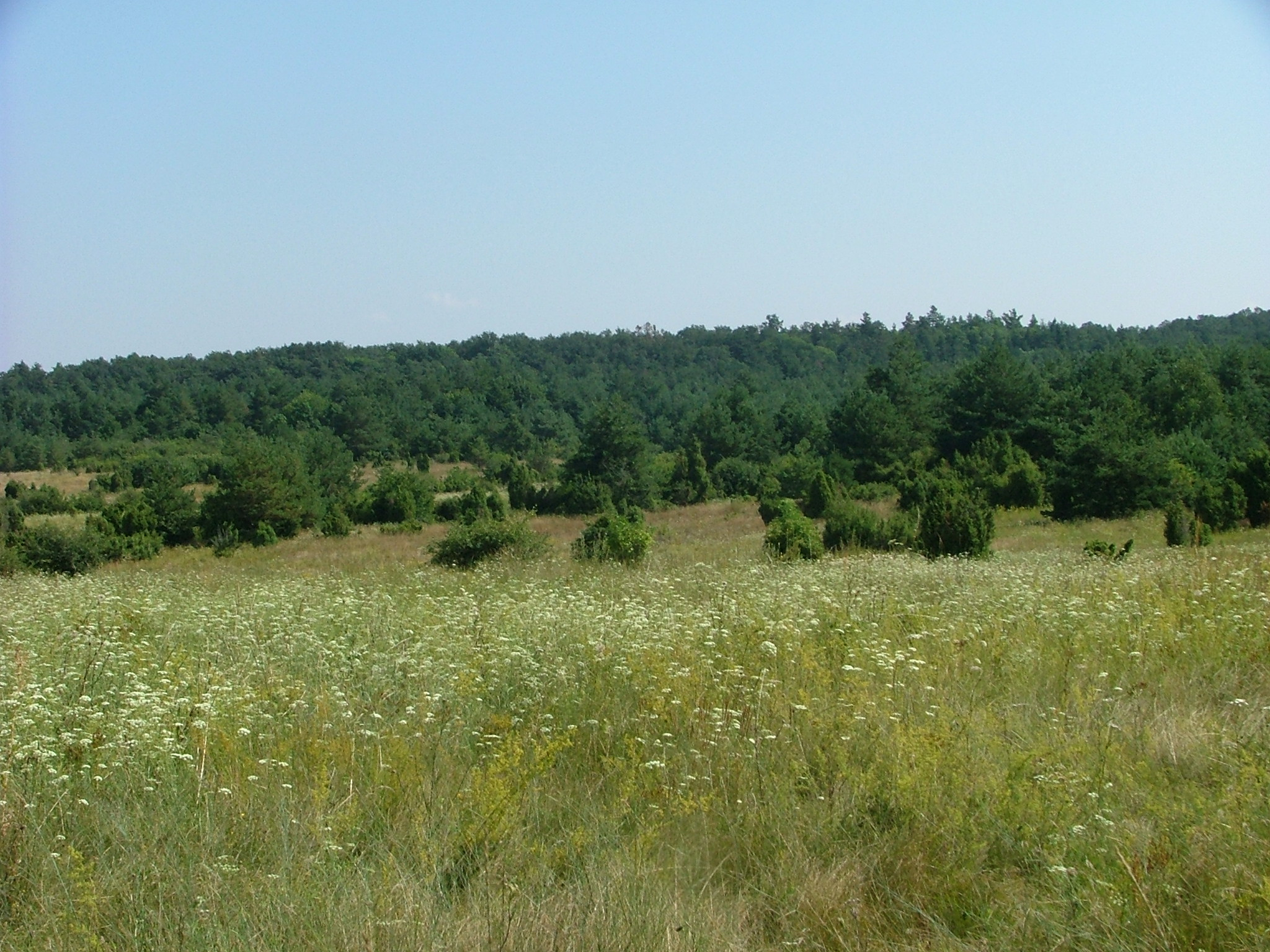
Fenyőfő: az ősborókás
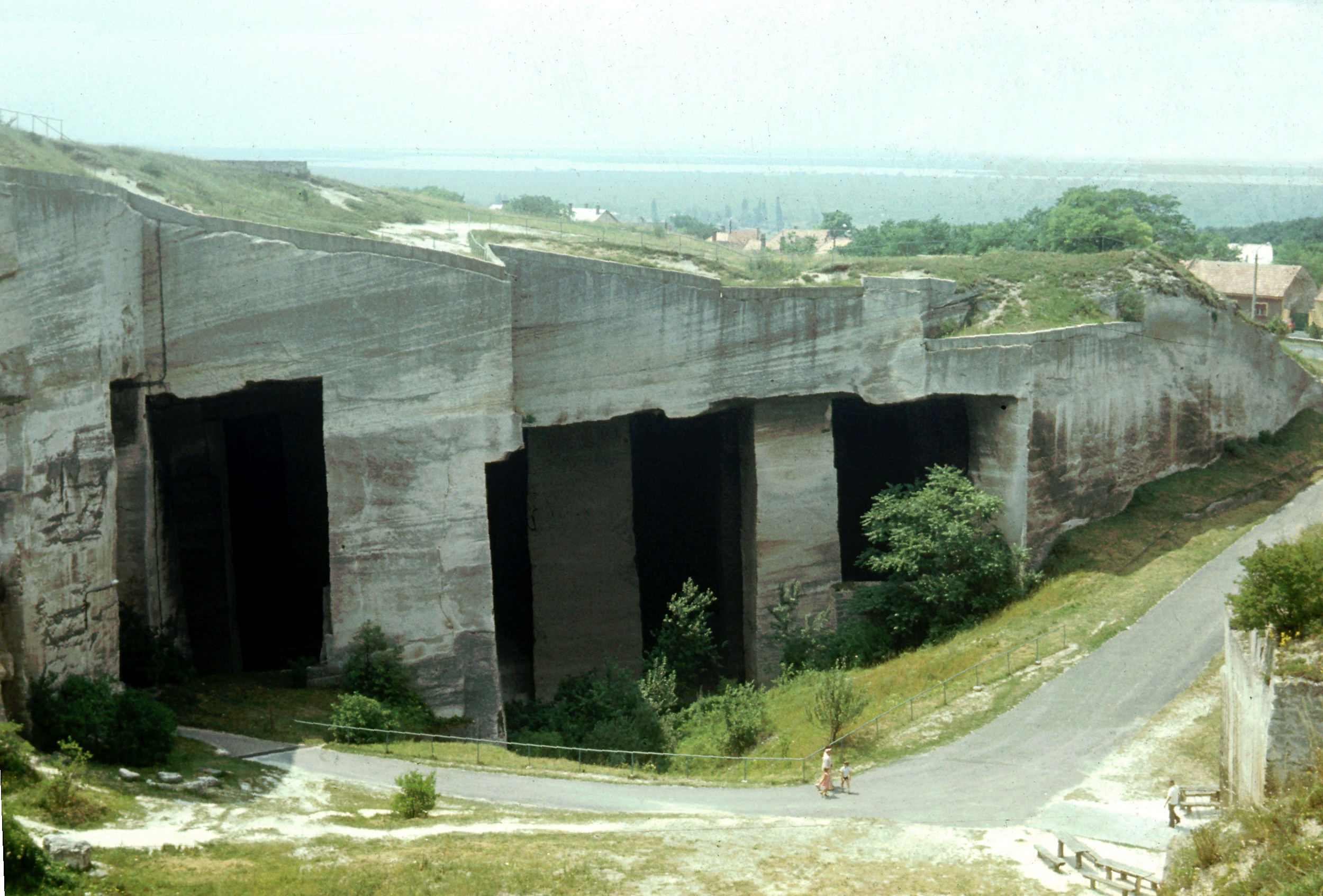
A fertőrákosi kőfejtő
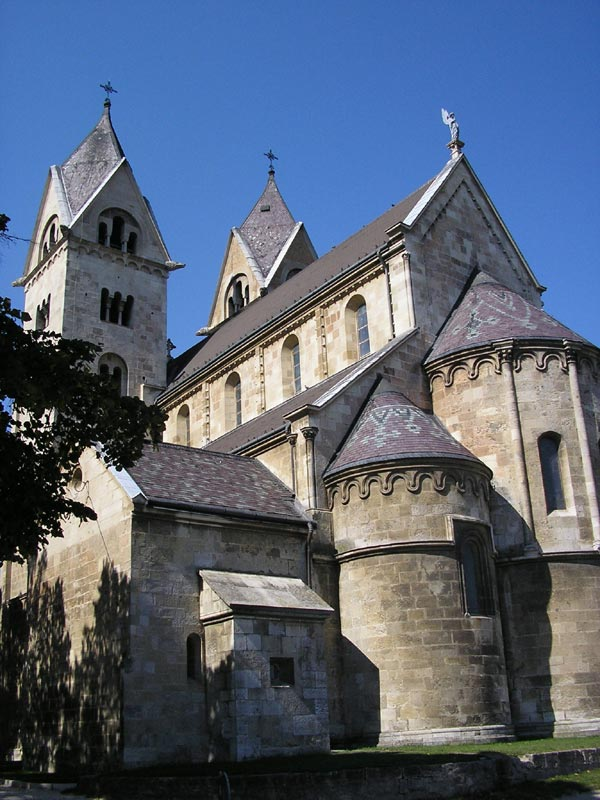
Szent Jakab templom (Lébény)
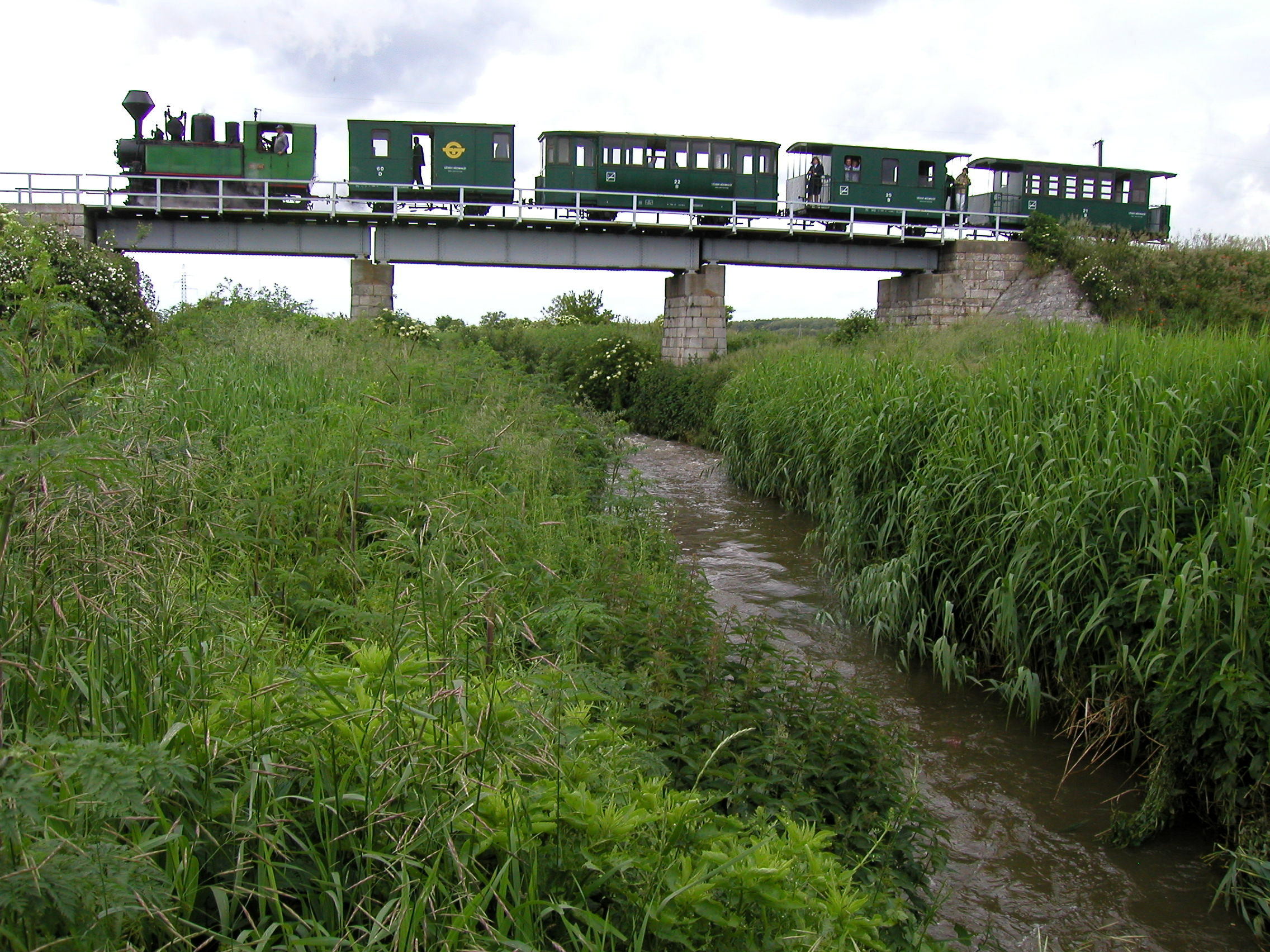
A nagycenki múzeumvasút az Ikva fölött
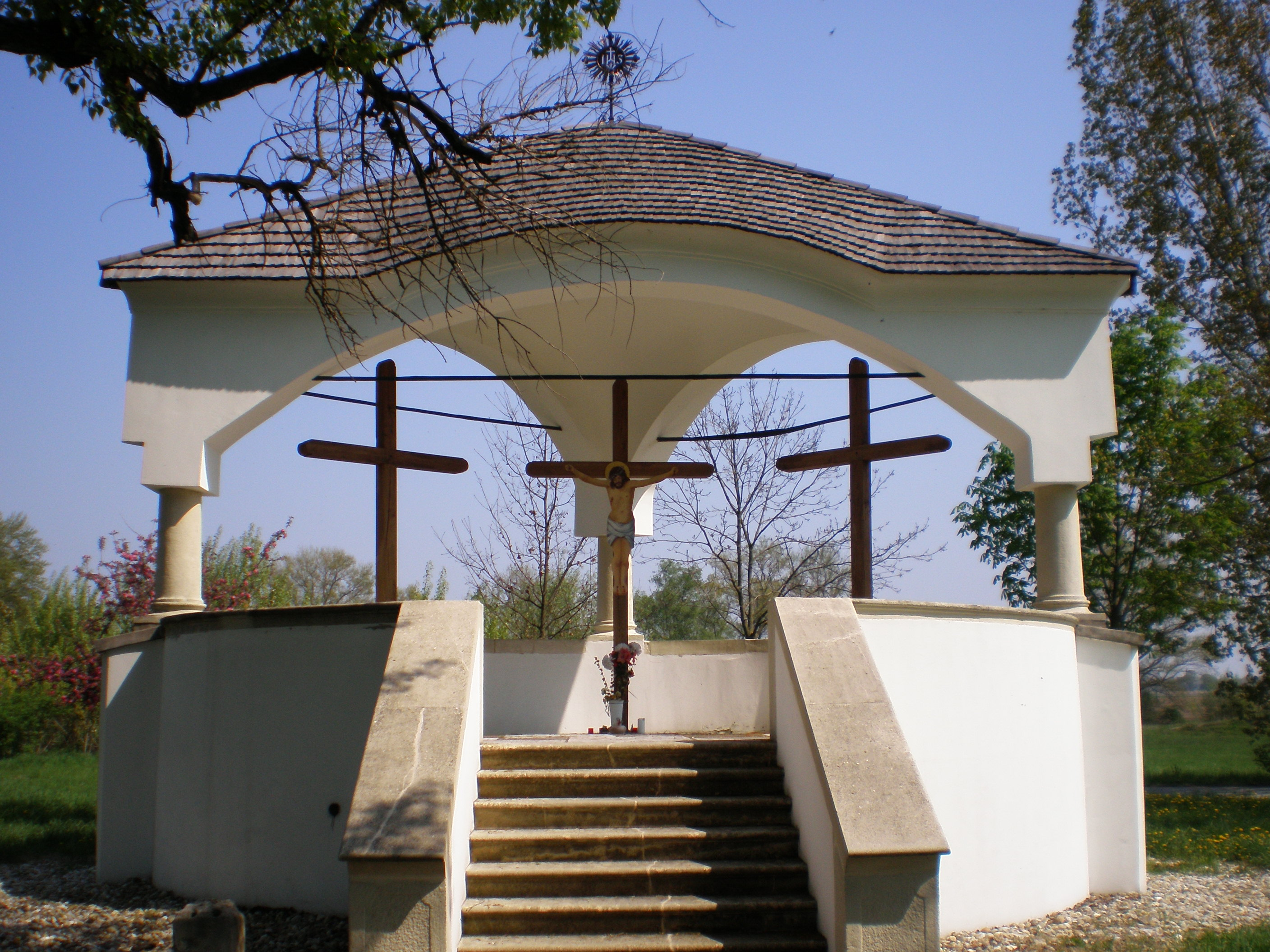
Ásványrárói kálvária
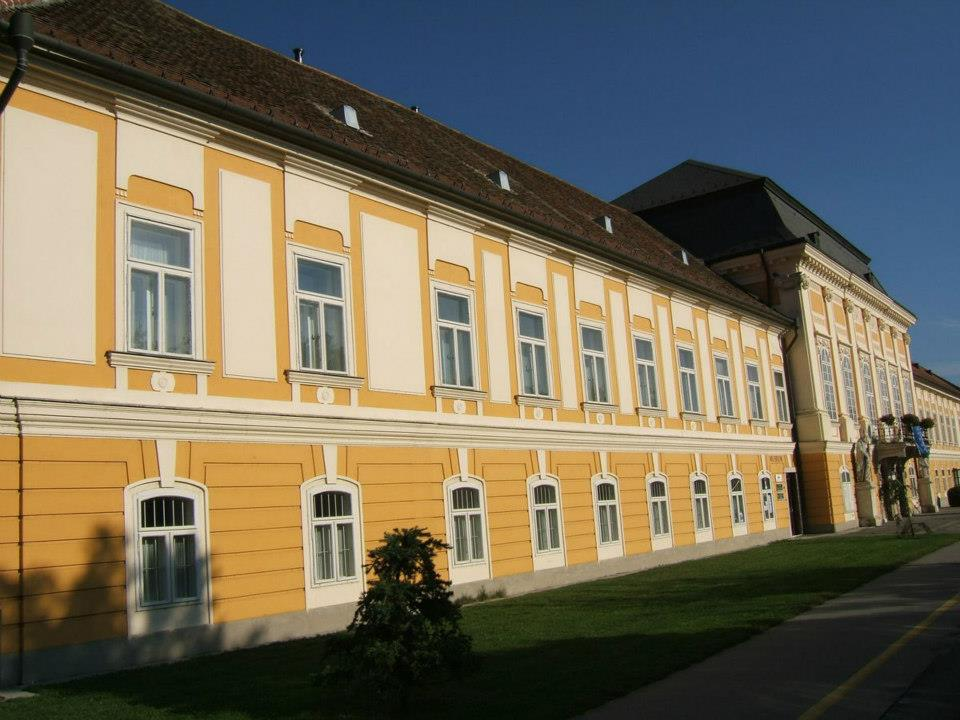
A Csornai Premontrei Prépostság épülete
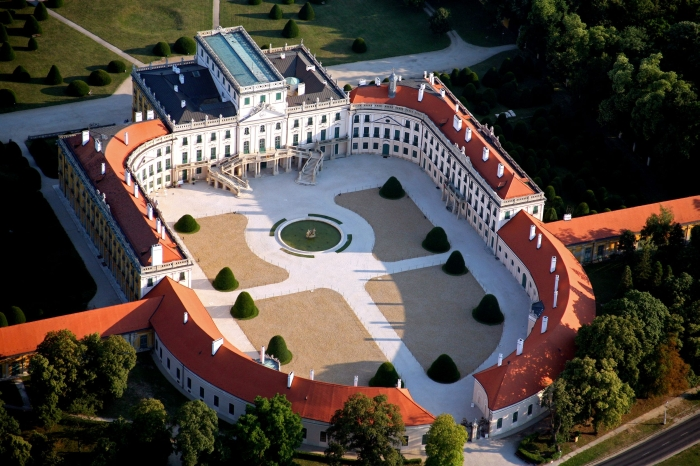
Esterházy-kastély (Fertőd)
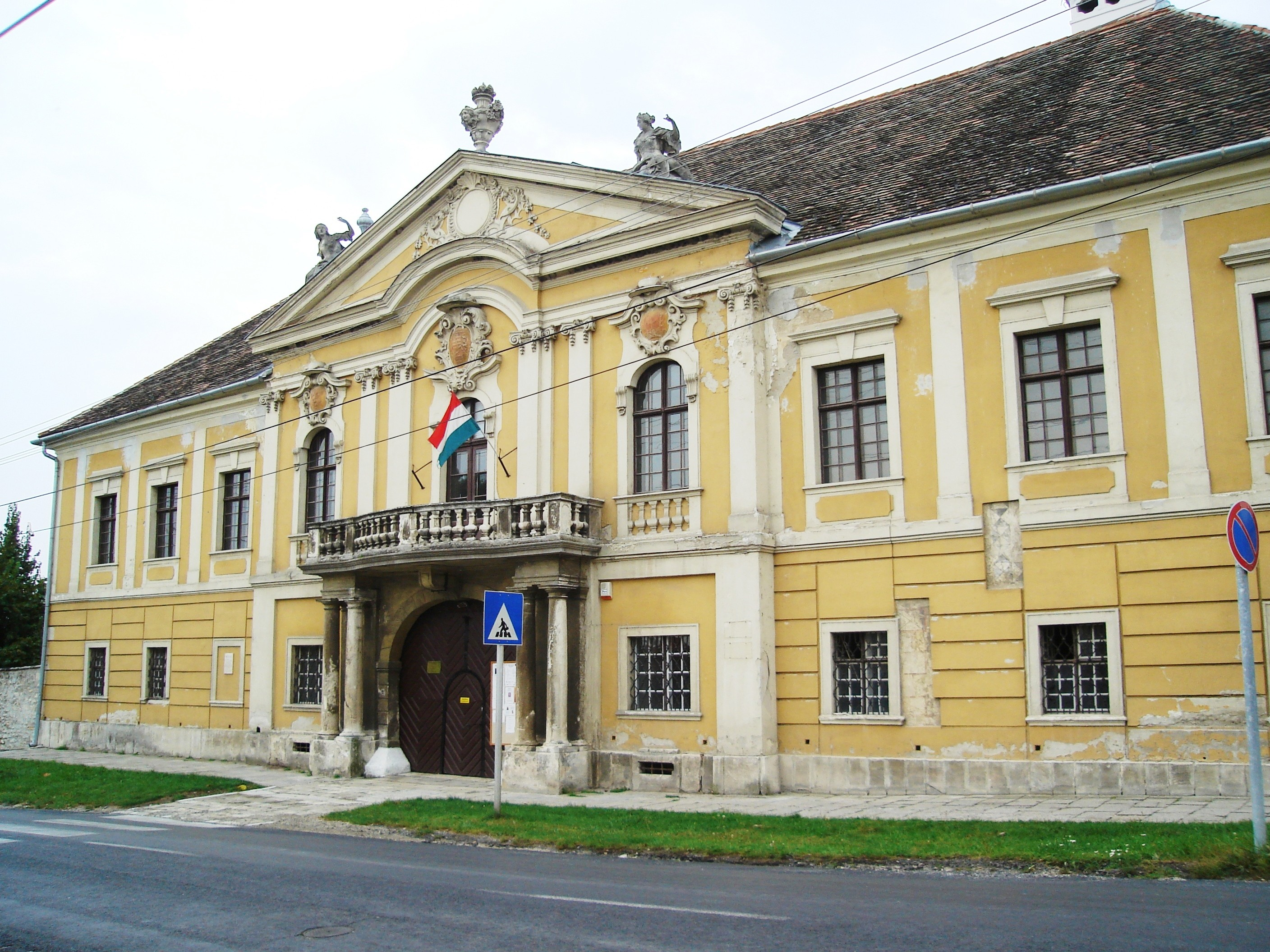
Fertőrákosi püspöki kastély (Zichy-kastély)

## Településen kívüli látnivalók

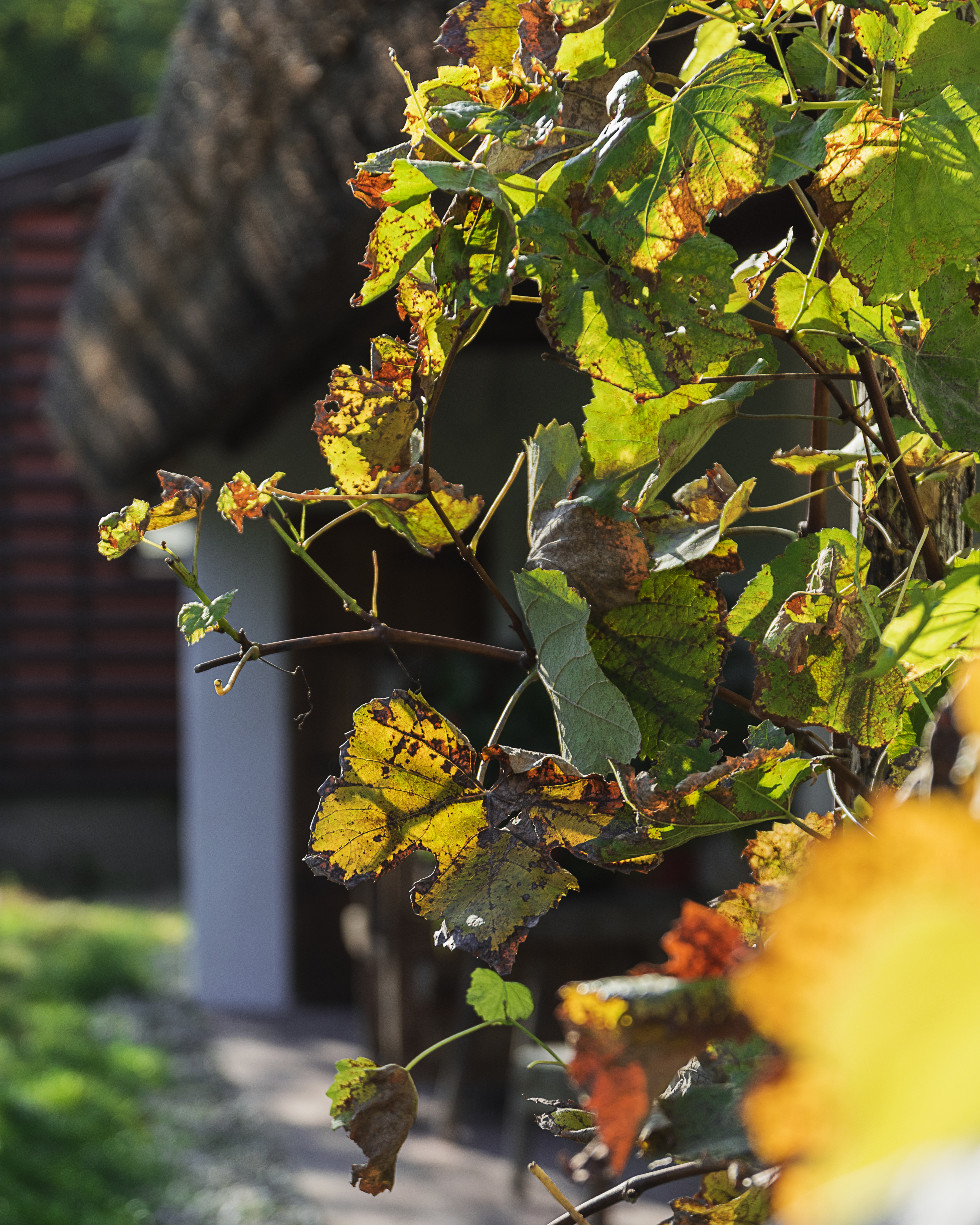

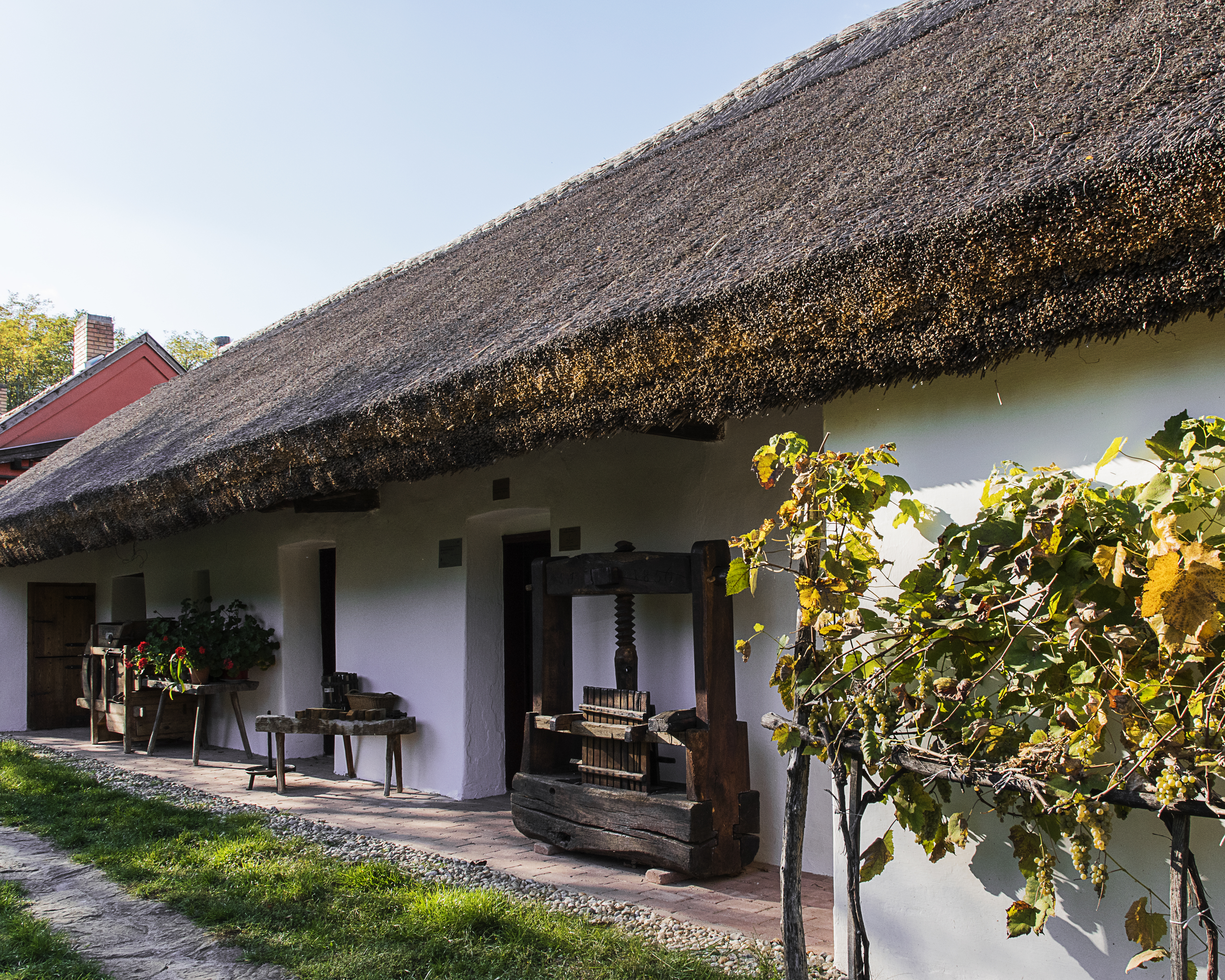

- Fertő-táj

Fertő–Hanság Nemzeti Park (a világörökség része)
Fertő tó
- Szigetköz

A Mosoni-Duna
- Sokorói-dombság

A Sokorói-dombság látnivalói
Pannonhalma–Sokoróaljai Borvidék
Felpéci Tájház